# Perognathus parvus
Perognathus parvus — гризун з роду Perognathus, родини Гетеромісові.

## Морфологічні особливості

### Морфометрія
Розміри тварин репродуктивного віку для канадської частини ареалу: загальна довжина 151—202 мм, хвіст 77—112 мм, задні ступні 20—27 мм, вуха 4—10 мм, вага самців 16.5—28 гр. вага самиць 16—27 гр.

### Опис
Тварина найтемніша вздовж спинного хребта, де хутро темне, оливково-сіре. Боки світліші оливково-сірі й відділяються від білого низу жовтувато-коричнюватими смугами. Підлітки сірі зверху й білуваті знизу. Хвіст двоколірний, довший ніж тіло. Зубна формула 1/1, 0/0, 1/1, 3/3, загалом 20 зубів.

## Середовище проживання
Країни проживання: Канада (Британська Колумбія), США (Аризона, Каліфорнія, Колорадо, Айдахо, Монтана, Невада, Орегон, Юта, Вашингтон, Вайомінг). Вид знаходиться в посушливих, піщаних короткотравих степах.

## Життя

### Звички
У першу чергу тварина їсть насіння бур'янів. Це солітарні тварини. Вона може їсти комах і зелень навесні /на початку літа. Транспортує їжу в широких щічних сумках і зберігає її в підземних камерах. Найбільша активність  протягом години після заходу сонця.

### Життєвий цикл
Сон і пологи відбуваються в підземних норах. Репродуктивна активність: весна-літо. Вагітність триває 21-28 днів. Самиці дають до трьох приплодів на рік, це може мінятися залежно від кількості опадів. Кількість народжених на самиця в діапазоні від 2 до 8, в середньому п'ять. Лактація триває 3 тижні.